# Anthony Sidney
Anthony Sidney (New York, 12 aprile 1952) è un chitarrista e compositore statunitense.

## Biografia
Anthony Sidney (anche conosciuto come Tony Sidney) è nato negli Stati Uniti a New York nel 1952.

### Formazione e attività musicale con il Perigeo
Inizia a suonare e comporre le sue prime melodie all’età di 5 anni. A 12 anni comincia le sue esibizioni pubbliche e a 16 anni viene ammesso al Conservatorio di Firenze. A 18 anni firma il suo primo contratto discografico con EMI e a 20 anni con RCA. Registra sei album con il gruppo Perigeo.

Nel 1974 si laurea in Scenografia presso l’Accademia di Belle Arti di Firenze.

### L'inizio della carriera come solista
A 25 anni prosegue la sua carriera come chitarrista classico solista e compositore, dedicandosi sia all’esecuzione delle sue composizioni sia al repertorio per chitarra classica.

Nel 1979 viene invitato dal pittore spagnolo Salvador Dalì a tenere un concerto presso la sua casa a Port Lligat, in Spagna.

### L'esecuzione delle composizioni
La musica di Anthony Sidney è stata eseguita in prestigiose manifestazioni come l’Estate Fiesolana e il Maggio Musicale Fiorentino, e in università statunitensi quali Indiana University, Texas Tech University, Arizona State University, Los Angeles Fullerton University, nonché in Messico presso l’Universidad Autónoma del México, in Germania, Inghilterra, Singapore e Bulgaria.

Il suo libro sulla chitarra, Scales and Studies for the Guitar, è utilizzato presso la Princeton University e il Conservatorio Mascagni di Livorno in Italia.

### Il tour italiano con Ray Charles
Nel 1989 viene invitato come artista ospite nel tour italiano di Ray Charles, con l’incarico di eseguire le sue composizioni per chitarra classica come apertura dei concerti del leggendario musicista. Durante il tour, Sidney si esibisce davanti a un pubblico complessivo di 20.000 persone, con concerti in prestigiosi teatri italiani quali il Teatro La Fenice di Venezia, il Teatro Petruzzelli di Bari, il Teatro Sistina di Roma e il Teatro Verdi di Firenze. Si è inoltre esibito in Olanda, Danimarca, Inghilterra, Germania, Stati Uniti, Messico, Italia, Spagna, Svizzera e Polonia.

Ha inciso per etichette discografiche quali Sony, Contempo, EMI, RCA, Sailor, Under Roof e BMG.

### Attività didattica
La sua attività didattica comprende seminari su armonia, improvvisazione e performance. Il Trinity College di Londra ha incluso nel syllabus (programma di studi) 1994-1997 una sua composizione, Rencontrer Les Yeux per chitarra classica, come pezzo d’esame per il settimo anno.

Nel 2007 viene nominato, dopo aver vinto un concorso, professore di Composizione e Improvvisazione presso il Conservatorio Pollini di Padova.

### Altre composizioni eseguite in contesti particolari
Nel 2008 debutta la sua composizione Five White Moons in Black per flauto, viola e arpa presso il Palazzo Medici Riccardi di Firenze.

Nel 2009, la prima del suo concerto orchestrale per arpa e orchestra, Florence Concert, si tiene nella capitale della Moldavia davanti a un pubblico di oltre 800 persone, alla presenza dell’ambasciatore italiano.

Nel 2010-2011 compone i Sette Preludi Fiorentini per chitarra e registra il progetto The Bells of Florence , in cui vengono documentate, registrate e filmate tutte le campane storiche di Firenze, tra cui la Piagnona, che non veniva suonata dal 1498. Questo progetto è ora contenuto in un DVD, disponibile presso gli Uffizi, il Museo di San Marco e la Biblioteca Nazionale di Firenze.

Nel 2013 l’Orchestra Filarmonica di Malta esegue il Florence Concert al Teatro Manoel di Valletta, accanto a opere di Rossini, Verdi e Respighi.

### Premi
Nel 2014 riceve il Lifetime Achievement Award da Sony Music come membro del gruppo Perigeo per il ruolo pionieristico nel jazz-rock italiano degli anni '70 ed è pubblicata la raccolta retrospettiva "Antologia" che contiene 8 CD con gli album in studio dal 1972 al 1976, "Live in Montreux", il doppio "Live in Italy 1976" e un DVD con registrazioni dal vivo del 1993 e del 2008.
Tra il 2015 e il 2016 pubblica tre album di musica per film: Detective Stories, Wheels of Rock e Street Views.

Nello stesso periodo fonda a Firenze un corso permanente di Composizione Musicale per Film, sostenuto dalla Florence Film Commission e dalla Fondazione Sistema Toscana.

Nel 2017 tiene un importante concerto presso la Biblioteca Medicea Laurenziana a Firenze per la Giornata Europea del Patrimonio 2017, eseguendo le sue composizioni per chitarra.

Dal 2018, le sue opere per arpa e chitarra vengono trasmesse mensilmente da MPR Classical 24 (Minnesota Public Radio), raggiungendo un vasto pubblico di ascoltatori ogni settimana.

Ha collaborato, tra gli altri, con Cocciante e Ivan Graziani.

## Discografia

### Perigeo
- 1972 - Azimut
- 1973 - Abbiamo tutti un blues da piangere
- 1974 - Genealogia
- 1975 - La valle dei templi
- 1975 - Live at Montreux
- 1976 - Non è poi così lontano
- 1976 - Live in Italy 1976
- 1977 - Attraverso il Perigeo (raccolta)

### Green Guitar Group
- 1975 - Mood Food And...

### Le Madri
- 1970 - Fresco/Mary Flying (7")

### Solista
- 1979 - Play It By Ear!
- 1984 - Changing Shadow
- 1990 - Anthology
- 1999 - Australian Suite

## Partecipazioni
- 1978 - Riccardo Cocciante, Riccardo Cocciante
- 1980 - Ivan Graziani, Viaggi e intemperie
- 1994 - Antonio Breschi, At The Edge Of The Night
- 2002 - Antonio Breschi, Singing Shores: Secret Irish Piano
- 2011 - CCLR - Cavalli, Cocchi, Lanzetti, Roversi

## Composizioni pubblicate (parziale)
- 1981 - Changing Shadow (ed. Bèrben)
- 1987 - Rencontrer Les Yeux (ed. Bèrben)
- 1995 - Sonatina Portuguesa (ed. Anthony Sidney)
- 1999 - Scales and Studies for Guitar (ed. G. Ceccherini)
- 2014 - Sonata for Harp and Guitar (ed. Anthony Sidney)
- 2015 - Sketchbook of a Journey (ed. Anthony Sidney)

## Colonne sonore (parziale)
- Il linguaggio dei luoghi di Folco Quilici, documentario della RAI
- Capitali a Confronto, 15 documentari della RAI
- Ad occhi chiusi, opera teatrale diretta da Lucio Chiavarelli e patrocinata dal Comune di Firenze

## Libri
- 1999 - Scales and studies for guitar
- 2016 - Una semplice lezione di composizione musicale[3]